# Port Said (stacja kolejowa)
Port Said – stacja kolejowa w Port Said, w Egipcie. Znajdują się tu 3 perony.